# Targhe d'immatricolazione di Antigua e Barbuda
Le targhe d'immatricolazione di Antigua e Barbuda vengono utilizzate per identificare i veicoli immatricolati nel Paese insulare caraibico.

## Storia
Negli anni '40 e '50 le targhe avevano fondo nero e caratteri bianchi. Erano quasi quadrate e costituite da un numero di 3 cifre sormontato dalla sigla internazionale "AG" di grandezza minore. Dagli anni '60 fino a oltre metà anni'70 le targhe vennero rese nello stile e nelle dimensioni pressoché identiche a quelle britanniche, essendo lo Stato fino al 1981 un territorio del Regno Unito. Avevano caratteri di colore grigio argento in rilievo su uno sfondo nero e la serie era AG XXXX, disposta su una riga. Dagli anni '80, in seguito all'indipendenza, venne eliminata la sigla "AG" (poiché non ufficiale) e le targhe, d'ora in poi presenti sia su una che su due righe, vennero differenziate in base all'utilizzo: si mantenne il fondo nero con testo bianco (o di materiale rifrangente arcobaleno) per i veicoli privati (serie P XXXX o PA XXXX, Private), fondo verde per i veicoli a noleggio (serie R XXXX o RA XXXX, Rent) e per i veicoli di trasporto pubblico non di linea (serie H XXXX o HA XXXX, Hire), fondo giallo con testo nero per i veicoli governativi (serie G XXXX o GA XXXX, Government).

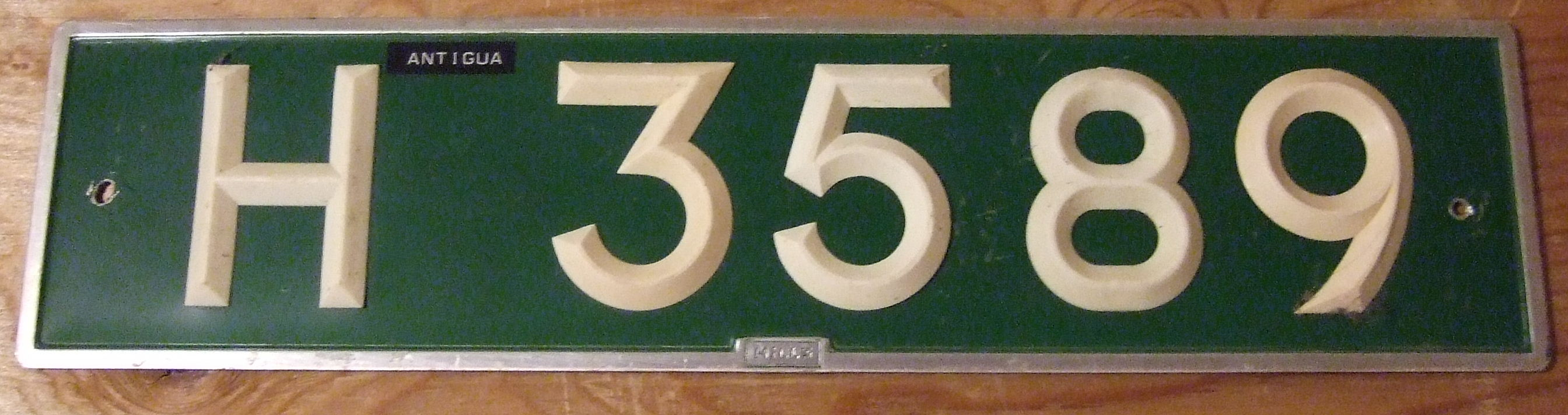
Targa per taxi o noleggio con conducente del tipo emesso negli anni '80 e '90

Rappresentazione schematica di una targa degli anni '40 e '50:
| ag 323 |

Rappresentazione schematica di una targa degli anni '60 e '70:
| AG 3458 |

Rappresentazione schematica di targhe degli anni '80 e '90:

Su una riga
| P 5024 | H 1999 | R 7144 | G 4262 |

Su due righe
| P 3868 | H 2045 | R 4307 | G 2569 |

## Formato introdotto nel 2000

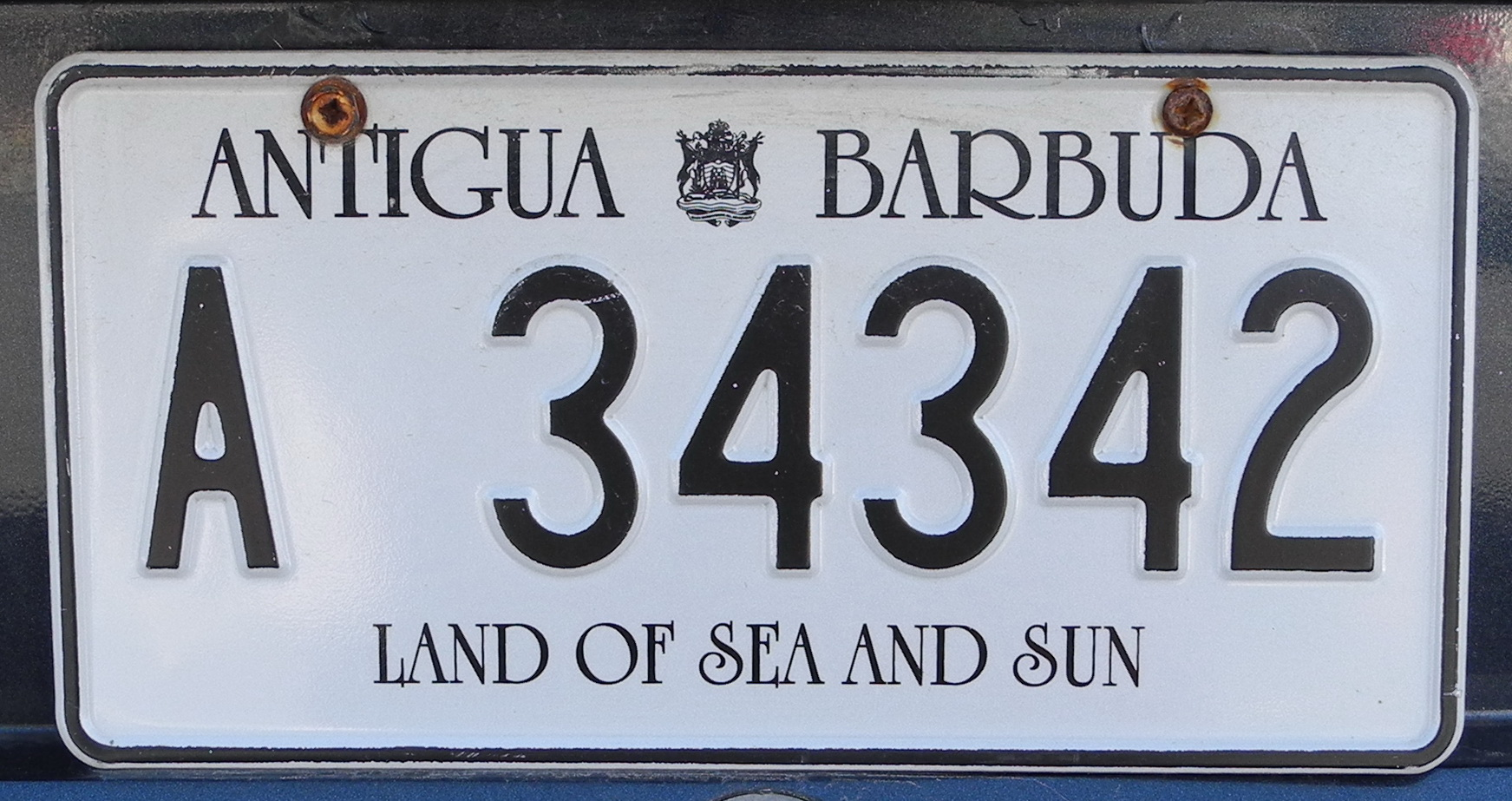
Targa del tipo introdotto nel 2000

Dal 2000 le targhe seguono lo standard nordamericano (152 × 300 mm) e sono di alluminio, con caratteri neri su sfondo bianco. La serie alfanumerica è composta dalla lettera A seguita da un numero progressivo arrivato a 5 cifre. Essa è sovrastata dalla scritta "ANTIGUA BARBUDA" in dimensioni ridotte, con un piccolo stemma dello Stato (sempre in bianco e nero) che funge da intermezzo fra le due parole. Nella parte inferiore appare lo slogan in inglese "LAND OF SEA AND SUN" (Terra di mare e sole) dello stesso carattere della precedente ma di formato leggermente rimpicciolito.

### Varianti

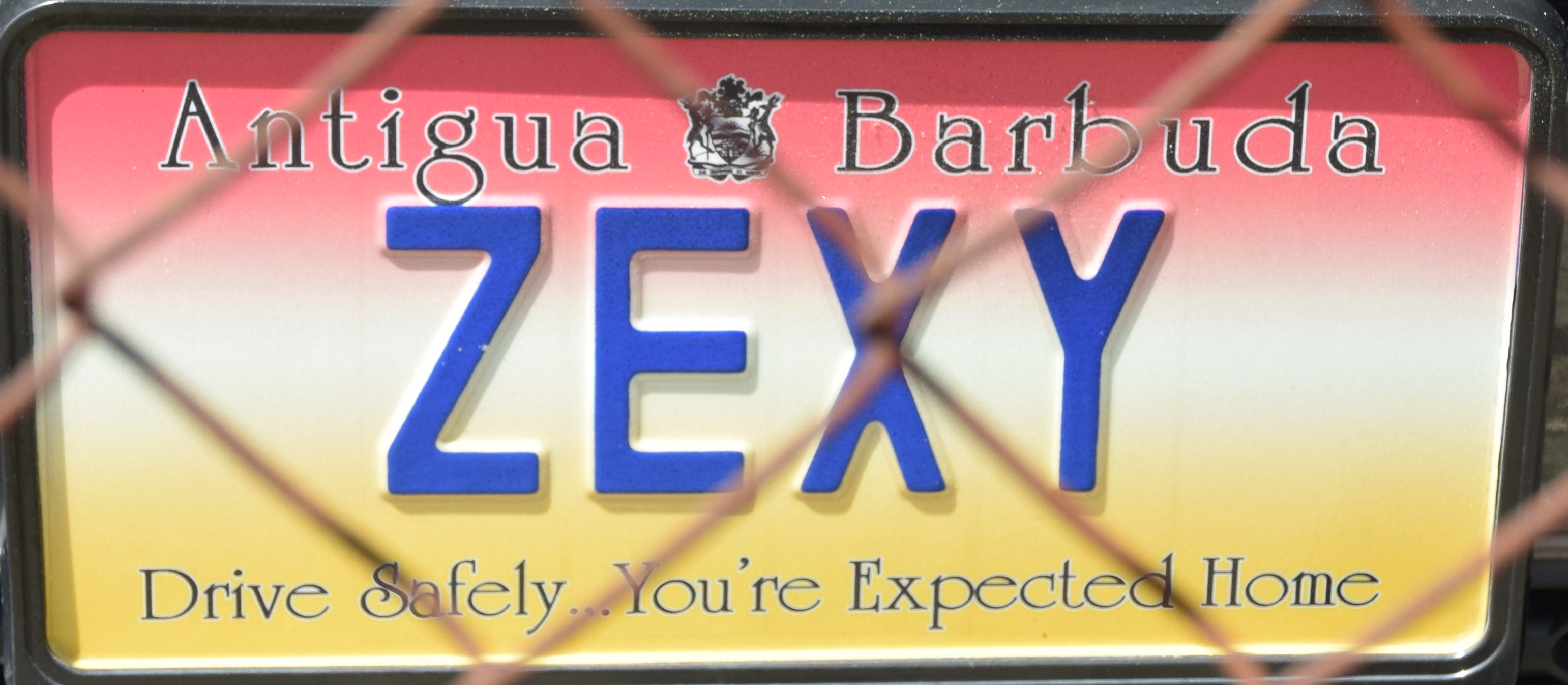
Targa personalizzata. Lo slogan recita "Guida in sicurezza...Ti aspettano a casa"

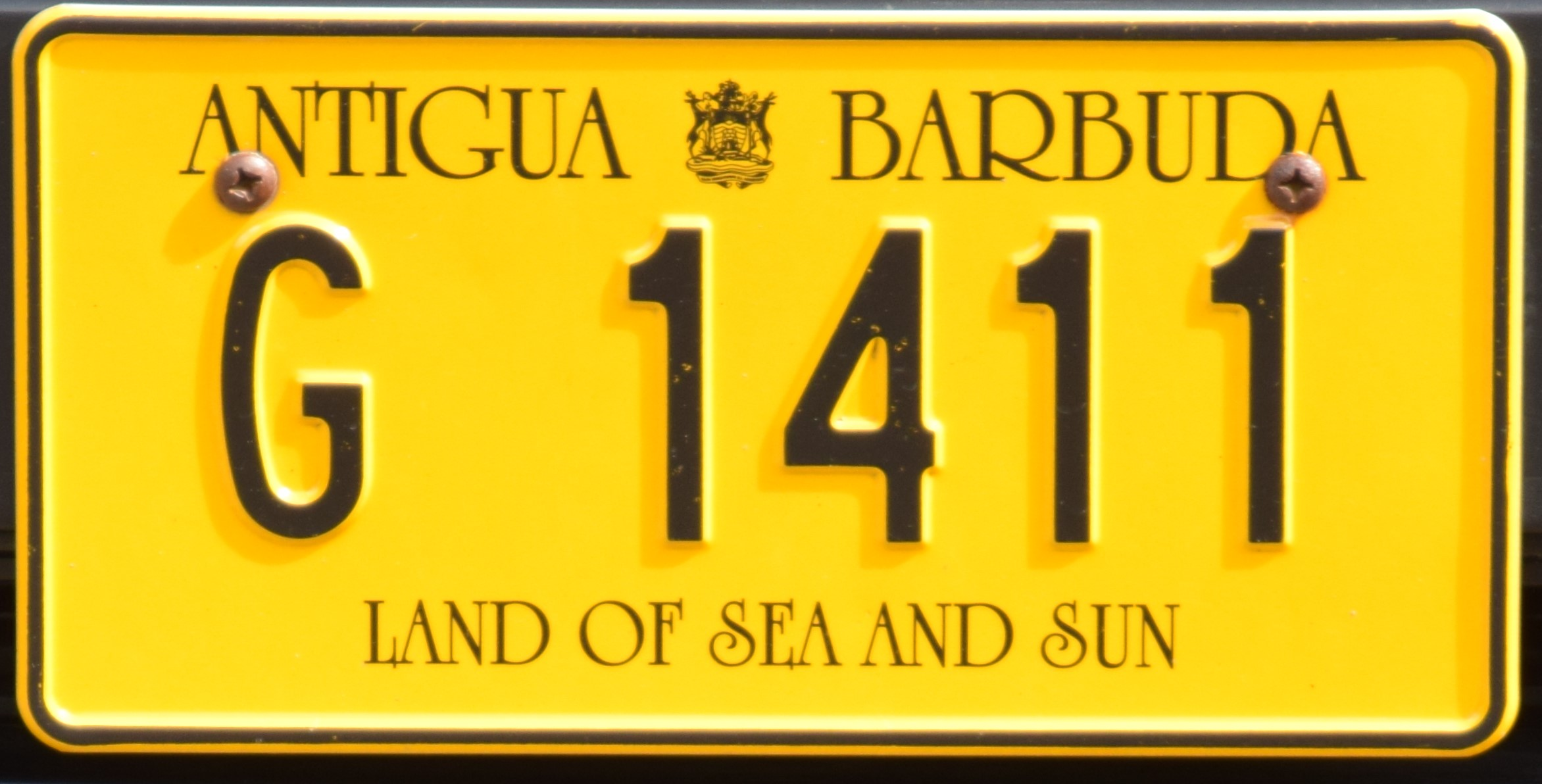
Targa governativa

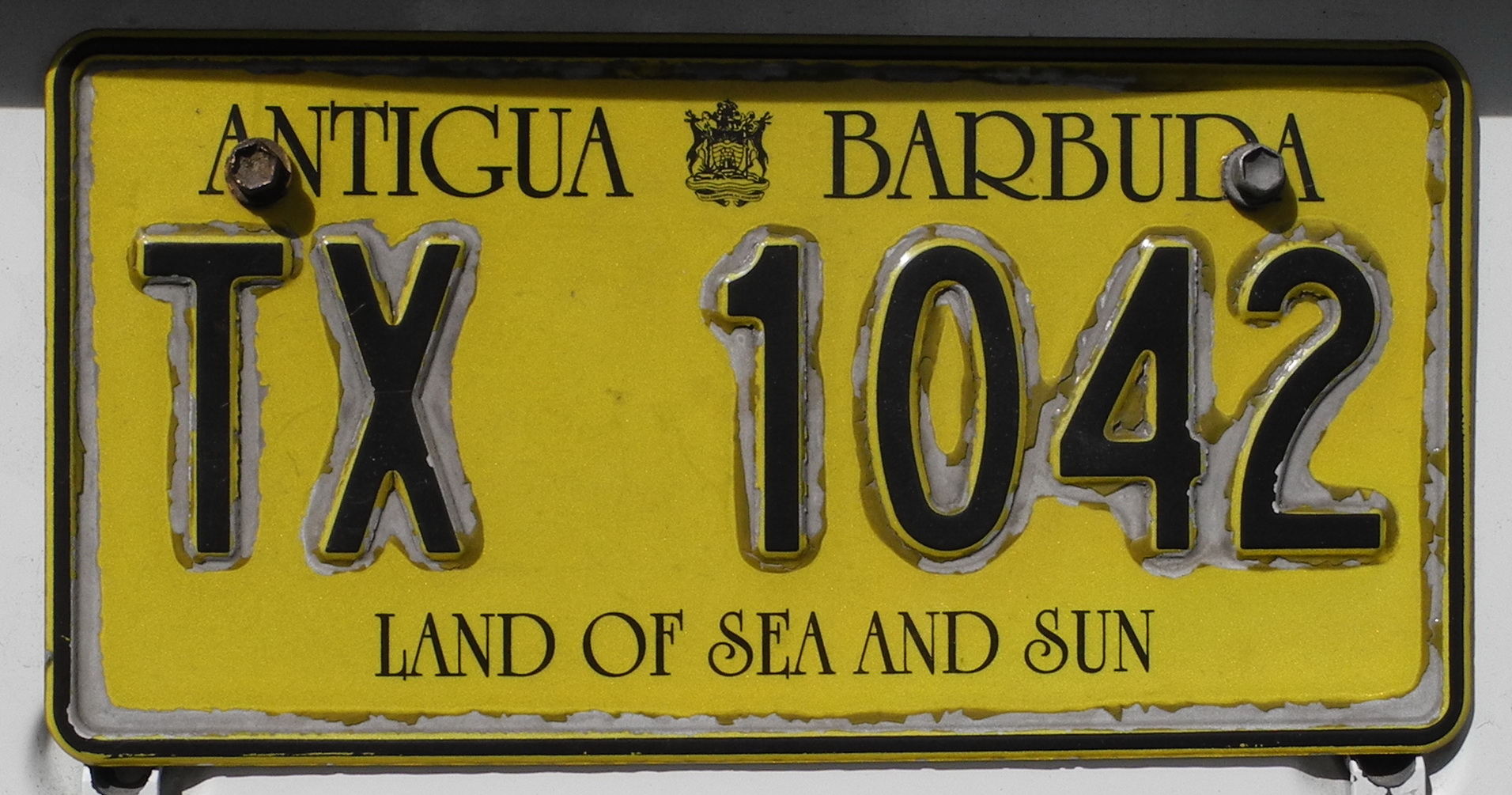
Targa di un taxi

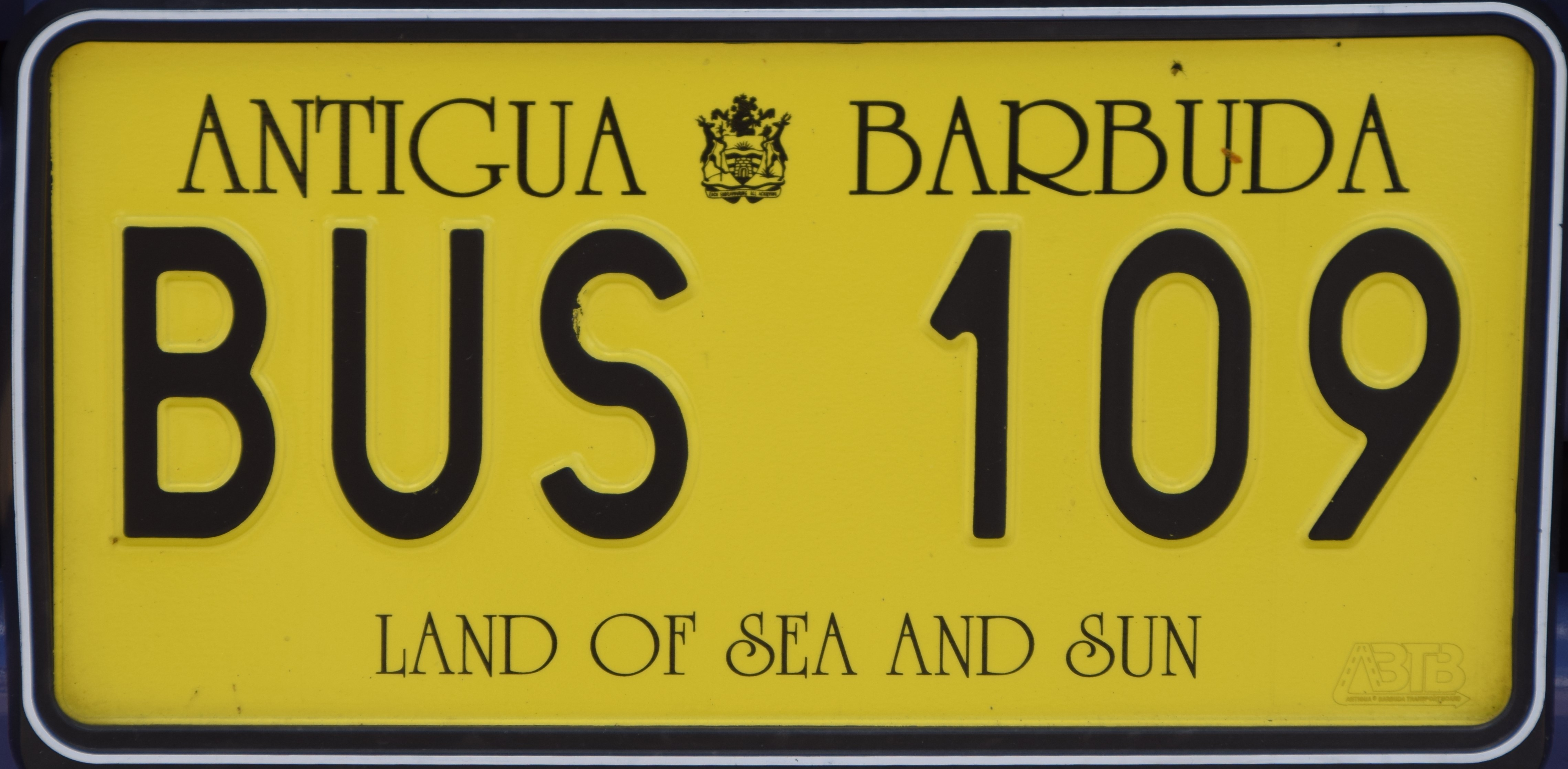
Targa di un autobus

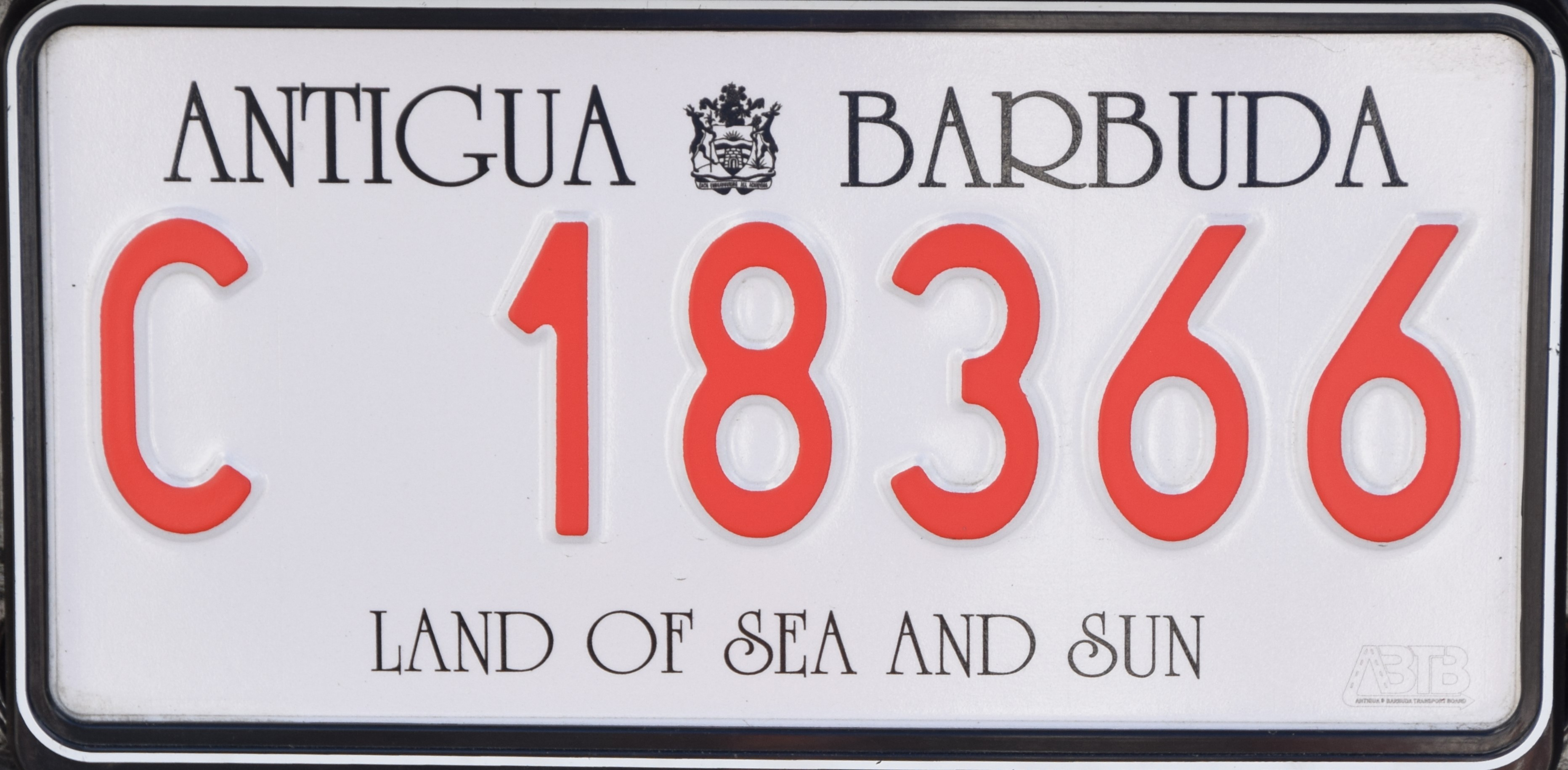
Targa di un veicolo commerciale

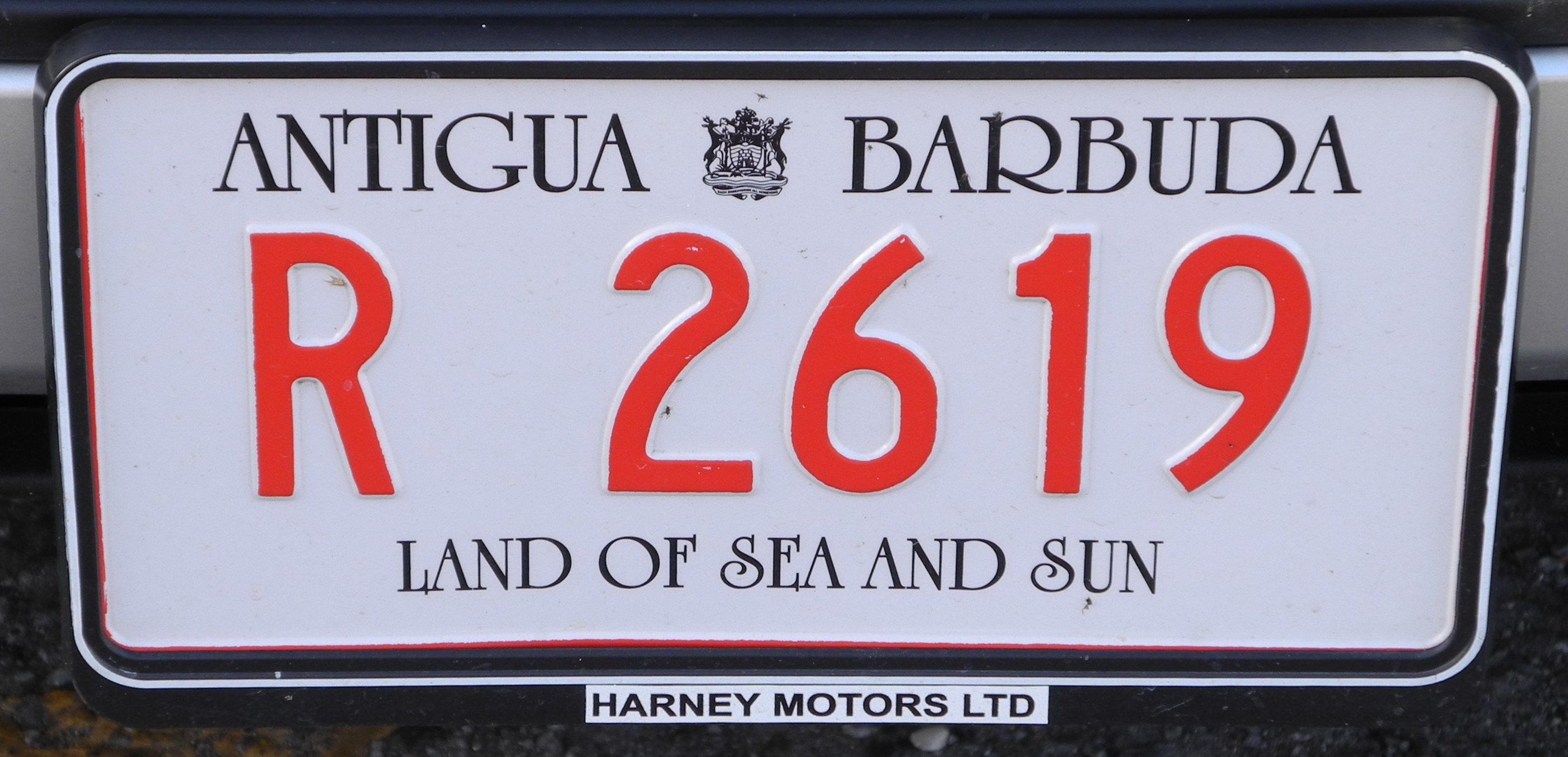
Targa di un veicolo a noleggio

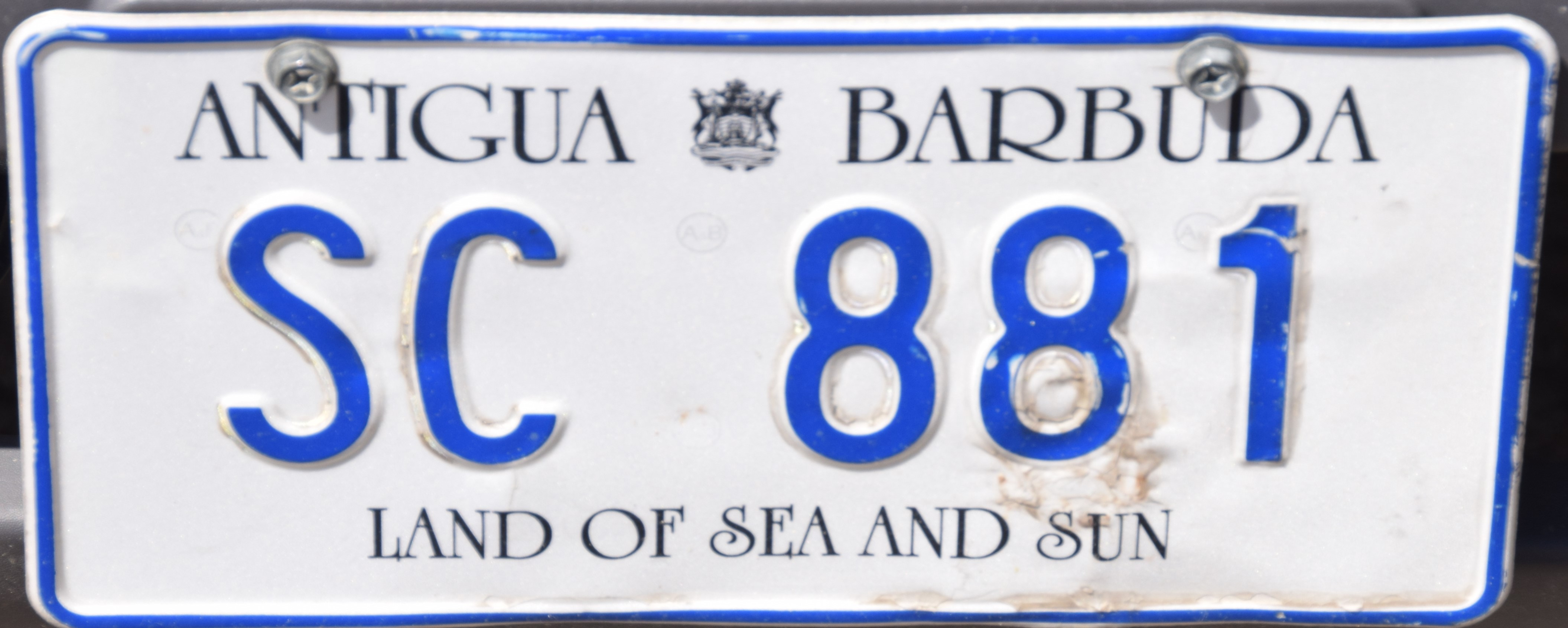
Targa di un veicolo di una società statale

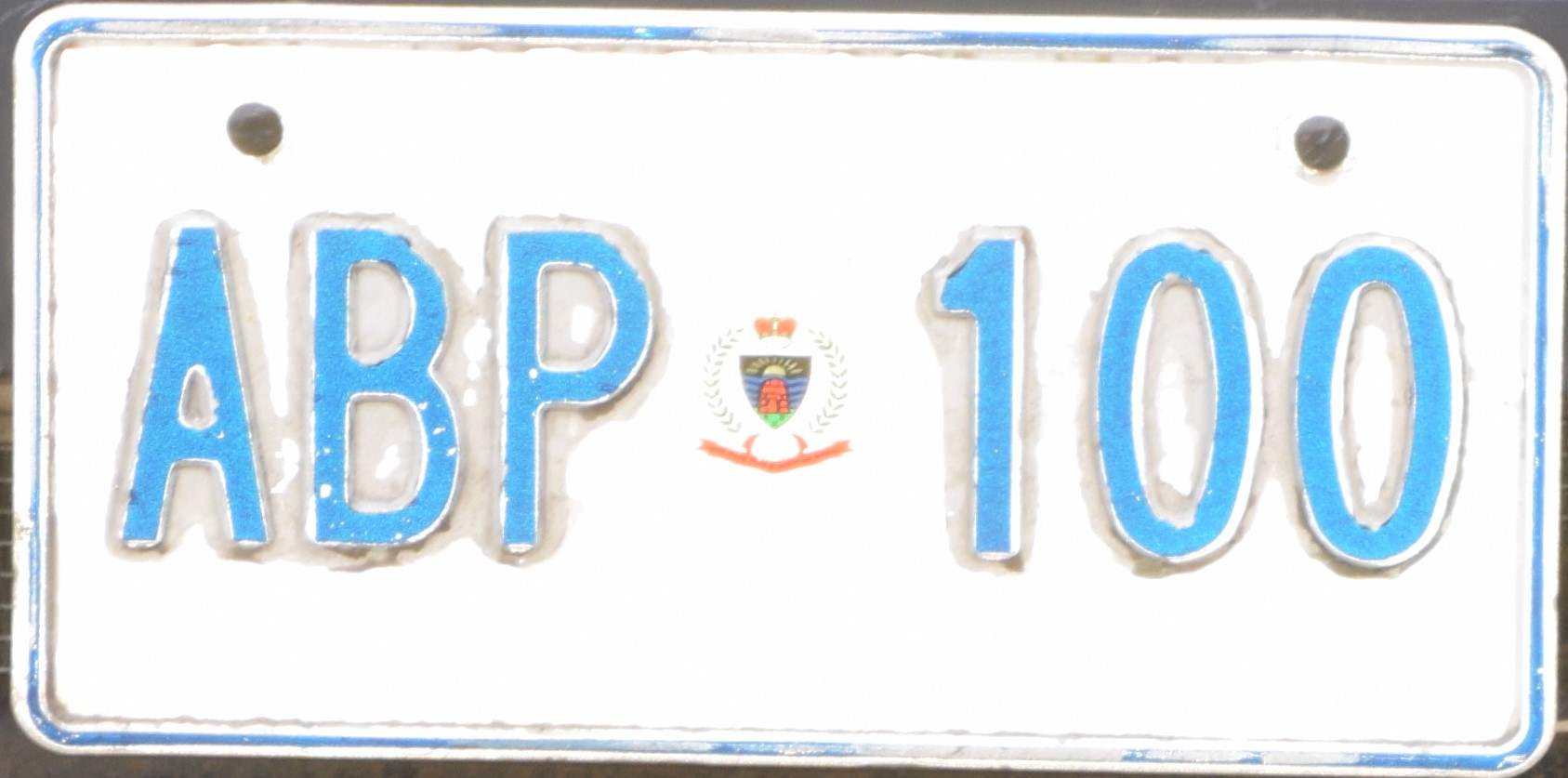
Targa di un veicolo della Royal Police Force, il corpo di Polizia statale

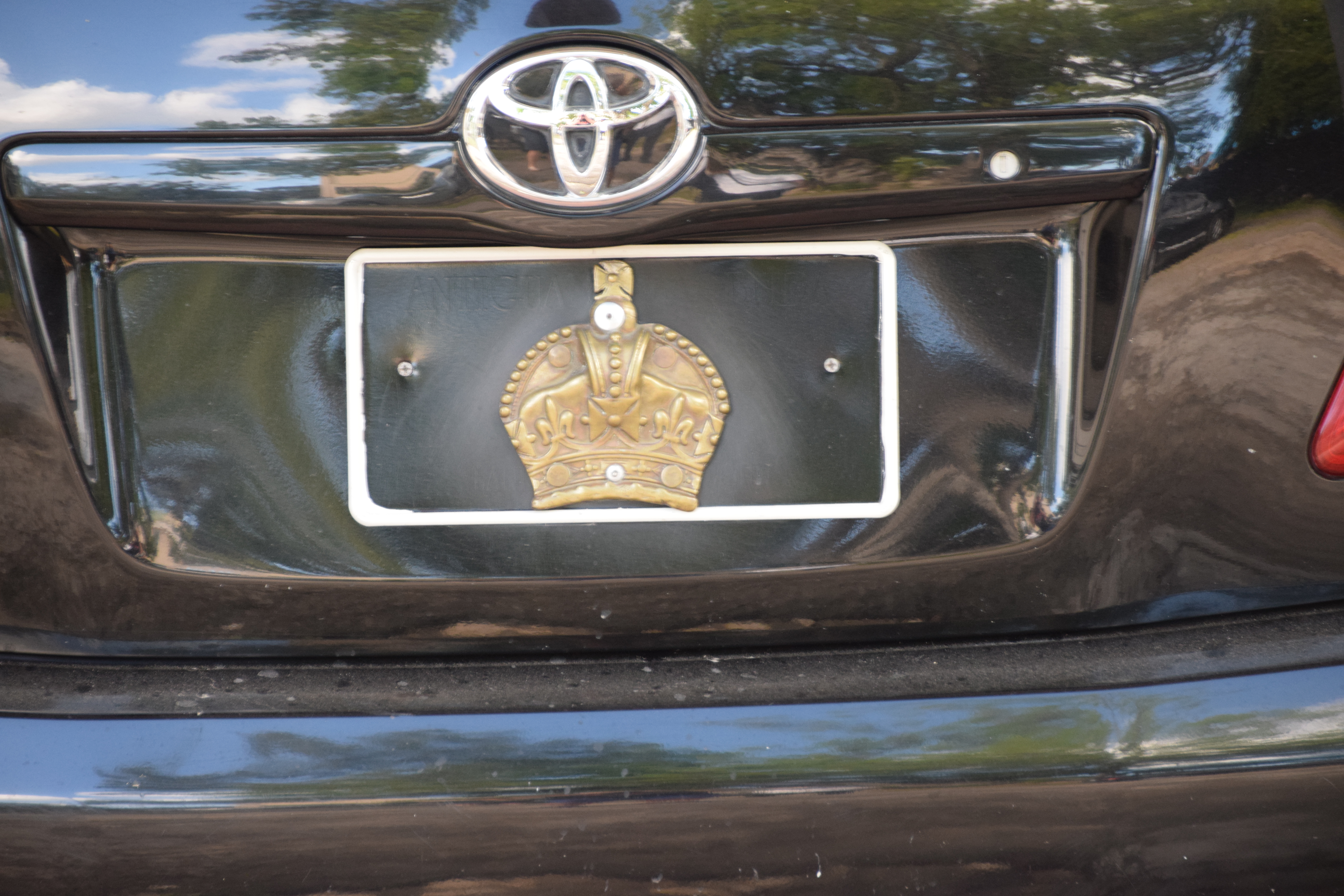
Targa sul veicolo di rappresentanza del Governatore

- Targhe personalizzate: è possibile richiedere targhe personalizzate e scegliere, oltre alla sequenza di caratteri, anche i colori dello sfondo e lo slogan fra varie proposte.
- Motocicli: le targhe sono strette e disposte su un'unica riga, con fondo bianco e testo nero (del tipo A XXXXX). Non è presente né lo stemma, né lo Stato (neanche in sigla) né il motto.

| A 29297 |

- All-Terrain Vehicle: le targhe sono uguali a quelle standard tranne che per il colore del testo (verde) e per la sigla AT (All Terrain) davanti alla serie numerica.
- Corpo diplomatico, corpo consolare: strutturalmente simili alle targhe ordinarie, se ne differenziano unicamente per il colore dello sfondo (blu) e dei caratteri (oro), oltre che per l'assenza della scritta "ANTIGUA BARBUDA" e dello slogan. Le serie alfanumeriche sono rispettivamente CD XX e CC XX.

| CD 01 |

- Membri del parlamento: uguali nello stile e formato a quelle diplomatiche. La serie numerica è preceduta da MP (Member Parliament)

| MP 86 |

- Veicoli governativi: le targhe si distinguono per i caratteri neri su fondo giallo e per la lettera G (Government) davanti alla serie numerica. I veicoli riservati al personale governativo anziano presentano caratteri verdi (sempre su fondo giallo) e la sigla GV.
- Taxi e noleggio con conducente: le targhe si distinguono per i caratteri neri su fondo giallo e per la sigla TX davanti alla serie numerica.
- Autobus: le targhe si distinguono per i caratteri neri su fondo giallo e per la sigla BUS davanti alla serie numerica.
- Veicoli commerciali: le targhe si distinguono per i caratteri rossi su fondo bianco e per la lettera C (Commercial) davanti alla serie numerica.
- Veicoli a noleggio: le targhe si distinguono per i caratteri rossi su fondo bianco e per la lettera R (Rent) davanti alla serie numerica.
- Aziende pubbliche: le targhe dei veicoli in servizio per società statali si distinguono per i caratteri blu su fondo bianco e per la sigla SC (State Corporation) davanti alla serie numerica.
- Polizia: le targhe dei veicoli della polizia non presentano le scritte superiori e inferiori con nome dello Stato e slogan, hanno caratteri azzurri su fondo bianco e tra la sigla ABP (Antigua & Barbuda Police) e la serie numerica è impresso lo stemma del Corpo.
- Veicoli ufficiali del Governatore generale: i veicoli in questione non hanno targhe vere e proprie, ma presentano una corona (poiché il Paese fa parte del Commonwealth) in rilievo in campo nero.
- Eventi speciali: alcune volte sono state introdotte targhe temporanee per determinate manifestazioni. Ad esempio nel 2007, in occasione della IX Coppa del mondo di Cricket svolta nelle Indie Occidentali (di cui fa parte anche Antigua e Barbuda), fu realizzata la serie CWC XXX (Cricket World Cup)[1].
- Targhe dei concessionari: fungono da targa prova, sono applicate ai veicoli non ancora venduti e ancora in possesso dei venditori. Il formato generico è uguale a quello delle targhe comuni e sono utilizzati caratteri azzurri. La serie è formata dalla sigla DL (Dealer) seguita da altre due lettere che rappresentano il marchio (es. LR=Land Rover) e uno o più numeri. Esistono però delle targhe non conformi a questo sistema, molto più complesse e personalizzate con nome del concessionario e loghi dei marchi venduti[1].